# Río Mohawk
El río Mohawk (del inglés: Mohawk River) es un río del centro del estado de Nueva York, Estados Unidos, que fluye en dirección este desde el condado de Oneida hasta desaguar en el río Hudson —del que es su mayor afluente— cerca de la ciudad de Albany. El río tiene ese nombre por la tribu Mohawk de la Confederación Iroquesa. Tiene una longitud de 149 millas (240 km).
Las ciudades de Schenectady, Amsterdam, Utica y Rome se levantan junto a sus orillas. El río Mohawk y el canal Erie (construido entre 1817 y 1825 y anteriormente conocido como New York State Barge Canal) comunican el río Hudson y el puerto de la ciudad de Nueva York con los Grandes Lagos de Norteamérica, por lo que tiene un gran tránsito de mercancías.
Durante largo tiempo el río fue una importante vía de comunicación para la colonización y luego el transporte hacia el Oeste desde los montes Allegheny Plateau y las montañas de Catskill, al sur del río, y los montes Adirondack, al norte, pertenecientes a los montes Apalaches.
La riqueza agrícola del valle atrajo muy pronto a los emigrantes, especialmente a los agricultores provenientes de Alemania. 
Dada su cercanía a los territorios que hoy forman parte de Canadá, en el valle tuvieron lugar importantes batallas durante la guerra contra Francia y la Guerra de Independencia de los Estados Unidos.